# Cressy
Cressy era un comune francese di 264 abitanti situato nel dipartimento della Senna Marittima nella regione della Normandia. Il 1º gennaio 2019 si è fuso con Auffay e Sévis per formare il nuovo comune di Val-de-Scie.

## Società

### Evoluzione demografica
Abitanti censiti